# Euloge Ahodikpe
Euloge Ahodikpe (París, 1 de mayo de 1983) es un futbolista francés nacionalizado togolés. Juega de delantero y actualmente está haciendo una prueba en el FC Cartagena.

## Trayectoria
El jugador parisino -nació en la capital de Francia- empezó jugando en Francia y después marchó al fútbol húngaro. Tiene experiencia en las ligas francesa, húngara y turca. Ha pasado por el  Diyarbakrspor, Diósgyori, Lombard-Pápa TFC y Creteil.
En 2008 llegó a Turquía y en 2010 abandonó el equipo turco porque no cobraba sus emolumentos con regularidad. En 2011 llega a Cartagena a realizar unas pruebas como una excepción, pues no se considera jugador para tener que desarrollar un examen de varios días.
Ha jugado con la selección de Togo.

## Clubes
| Club                 | País    | Año       |
| -------------------- | ------- | --------- |
| US Créteil-Lusitanos | Francia | 2003-2006 |
| Lombard-Pápa TFC     | Hungría | 2007      |
| Diósgyőri VTK        | Hungría | 2008-2009 |
| Diyarbakırspor       | Turquía | 2010      |